# پناهگاه صخره‌ای صفر
پناهگاه صخره‌ای صفر مربوط به دوران فرادیرینه‌سنگی است و در شهرستان استهبان، بخش مرکزی، ۱/۲ کیلومتری شرق شهر ایج، بر دامنه کوه غربی کوه یال خری واقع شده و این اثر در تاریخ ۱۸ شهریور ۱۳۸۷ با شمارهٔ ثبت ۲۳۴۳۶ به‌عنوان یکی از آثار ملی ایران به ثبت رسیده است.